# بلبل‌نامه
بلبل‌نامه مثنوی عرفانی منسوب به شیخ فریدالدین ابوحامد محمدبن ابوبکر عطار نیشابوری (۵۱۲ یا ۵۱۳ یا ۵۲۷-۶۲۷) شاعر و عارف معروف سده ششم هجری. بلبل نامه که در صحت انتساب آن به عطار تردیدهایی وجود دارد، مثنوی عرفانی کوتاهی است که آن را "گل و بلبل" نیز خوانده‌اند. این مثنوی در حدود ۶۳۰ بیت دارد.
خلاصه داستان آن چنین است: بلبل عاشق گل می‌شود و ناله‌های عاشقانه او پرندگان دیگر را آزار می‌دهد. پرندگان شکایت نزد سلیمان پیامبر می‌برند. مجلسی در حضور وی تشکیل می‌شود و او باز را نزد بلبل می‌فرستد. بلبل نزد پیامبر حاضر می‌شود و محاکمه صورت می‌گیرد. بلبل با سرسختی از خود دفاع و شاکیان را مغلوب می‌کند و عاقبت با نصایح هدهد آرام می‌گیرد.
به نظر می‌رسد که سراینده سوز دل خود را از زبان بلبل بیان کرده و بلبل تمثیلی از خود اوست که در مشغله دنیای مادی از هم جنسان خود احساس رمیدگی می‌کند. بلبل، نخست از سیمرغ پادشاه پرندگان شکوه دارد. سپس از شاهین و پس از آن از طوطی که شاید تمثیلی از شاعران مدیحه‌سرا باشد. و از طاووس نماینده محبوب شاه، و سرانجام از لاشخور که نماد کهنه‌پرستی است. در آخرین بخش مجلس، هدهد، مظهر شیخ عارف و مقدس ظاهر می‌شود. سراینده در پایان به نصیحت فرزند خود ضیاء الدین یوسف می‌پردازد که در آن زمان چهار ساله بوده است. این قسمت از نسخه‌های چاپی حذف شده و از این رو شمار ابیات بلبل نامه در دست‌نویس‌ها بالغ بر ۷۰۰ بیت است.
نسخه چاپ شده بلبل نامه با این ابیات شروع می‌شود:
| به توفیق خدای صانع پاک   |  | که دانش می‌نهد در مرکز خاک |
| ز بلبل‌نامه بیتی چند گویم |  | چو آب معرفت آمد به جویم   |

و با این بیت‌ها پایان می‌گیرد:
| تو آن پروردگار کردگاری     |  | که بی جبر و قلم صورت‌نگاری  |
| ببخشی جرم «عطار» ای خداوند |  | نداری جان او در غفلت و بند |

و در برخی دیگر از نسخه‌های خطی چنین آغاز می‌گردد:
| قلم بردار و راز دل عیان کن |  | سرآغازش به نام غیب دان کن |
|                            |  |                           |

این منظومه شهرت فراوان یافته است. از بلبل نامه نسخه‌های خطی متعددی در کتابخانه‌های ایران، ترکیه، هند، پاکستان، کتابخانه عارف حکمت مدینه و کتابخانه موزه شرق آکادمی علوم روسیه محفوظ است. از این منظومه با همه اعتبار و شهرت، تاکنون چاپ انتقادی منتشر نشده است. و فقط به صورت بازاری چند بار در هند و ایران به طبع رسیده است. از جمله در کانپور هند همراه مثنویات دیگر عطار همچنین به خط "جواد شریفی" همراه منظومه‌های "نزهة الاحباب" و مفتاح الفتوح منسوب به عطار در تهران (۱۳۱۲ش) نسخه‌های چاپی آن همانند نسخ خطی نایاب است.